# Goniophthalmus dubiosus
Goniophthalmus dubiosus är en tvåvingeart som beskrevs av Baranov 1935. Goniophthalmus dubiosus ingår i släktet Goniophthalmus och familjen parasitflugor. Inga underarter finns listade i Catalogue of Life.